# Бейс Аарон ве-Ісроель
Синагога товариства «Цорі Ґілод» (івр. צרי גלעד, «Пахощі Гілеаду») — синагога у Львові на вулиці Братів Міхновських. Повернута єврейській громаді у 1989 році. Історична назва — «Цорі Ґілод», відома також як синагога «Бейс Аарон ве-Ісроель».

## Історія
1897 року Мозес Гріфель звів одноповерховий будинок на ділянці між вулицями братів Міхновських і Хотинською. 1912 року його придбало товариство «Цорі Ґілод» (івр. צרי גלעד, «бальзам Гілеаду»), засноване 1899 року рабином Йоахимом Ґутманом. Приміщення було пристосовано під молитовний дім. Отримавши дозвіл від магістрату, у 1923—1925 роках товариство спорудило нову синагогу за проєктом Альберта Корнблюта. У радянський час використовувалась як склад. 1989 року передана єврейській громаді. При рабині Аврумі Розенталі при синагозі почали діяти єшива і недільна школа. Єшива отримала назву «Бейс Аарон ве-Ісроель», її очолював львів'янин Хаїм Голубицький, прадід якого був рабином у Білій Церкві. З великим захопленням і надією сприйняла львівська єврейська громада відродження релігійного єврейського життя, так, що новим ім'ям почали називати і саму синагогу — «Бейс Аарон ве-Ісроель». У 1990—1991 роках проведено ремонт. Прибудова синагоги, де знаходився верстат для виготовлення маци, була перебудована під гуртожиток для єшиви, кошерну кухню, мікве і кімнату для гостей. 
В інтер'єрі збереглись одні з небагатьох в Україні синагогальних розписів, автором яких є Максиміліан Куґель.

## Архітектура
Будівля прямокутна у плані, складається з молитовної зали 14,2×14 м і допоміжних приміщень. Поруч, зі сторони вулиці братів Міхновських має подвір'я. Східний фасад утворює єдину лінію із забудовою вулиці Хотинської. В обидвох фасадах високі вікна з півциркульними завершеннями. У фальшивому склепінні влаштовано ліхтар (зараз ошальований). В інтер'єрі влаштовано двоярусні галереї.

## Галерея

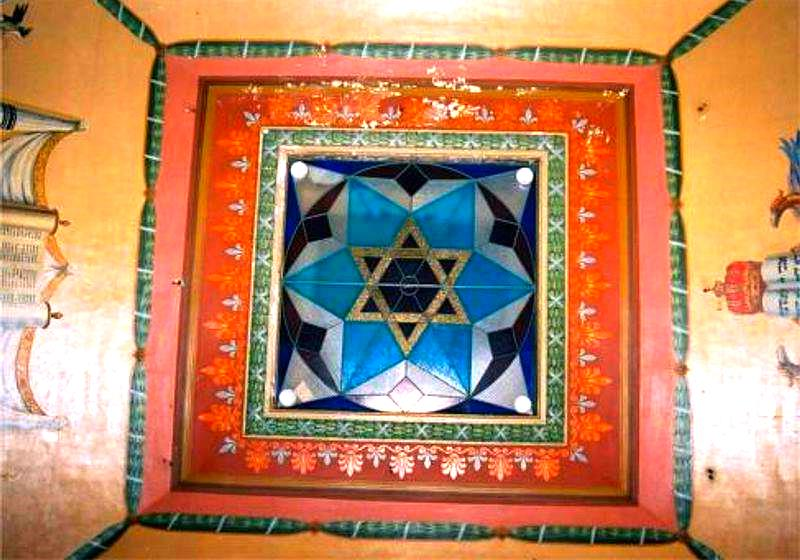
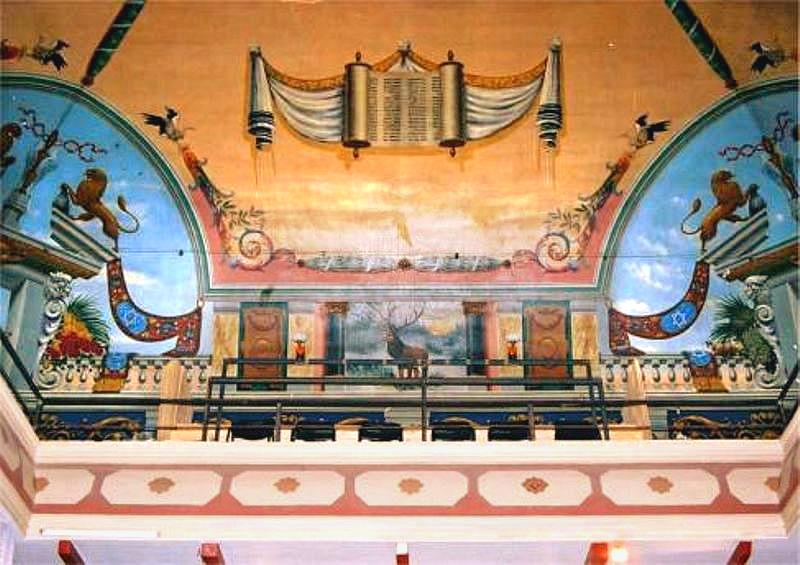
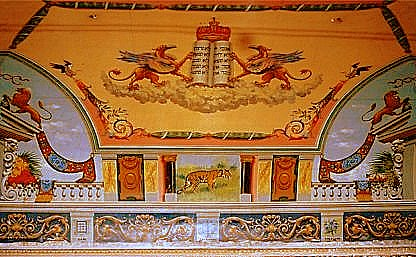
Розписи інтер'єрів
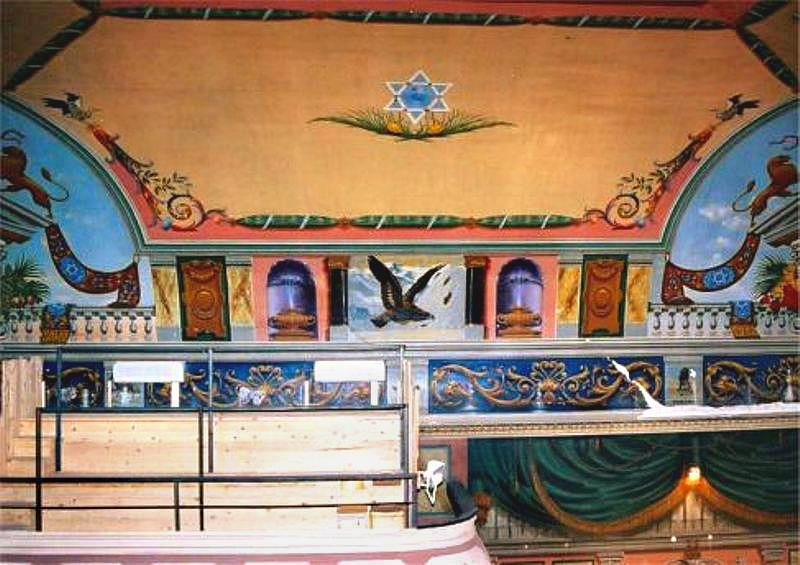
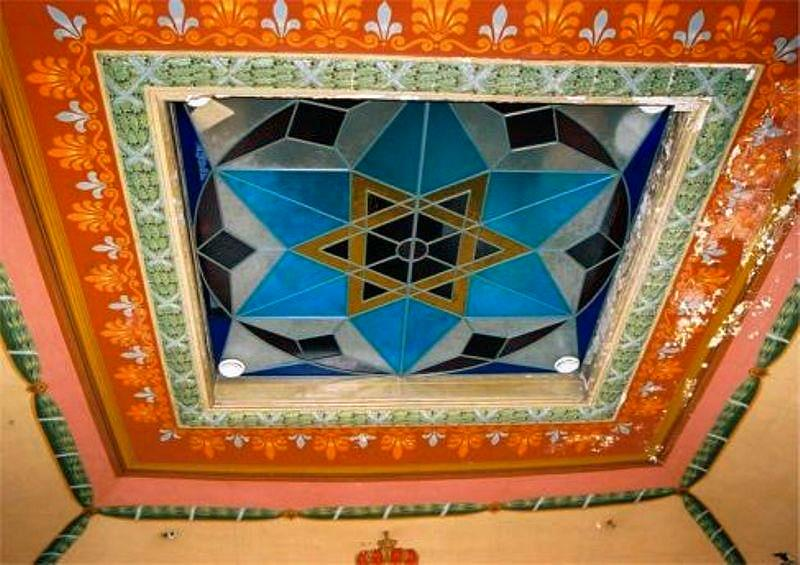
Світловий ліхтар
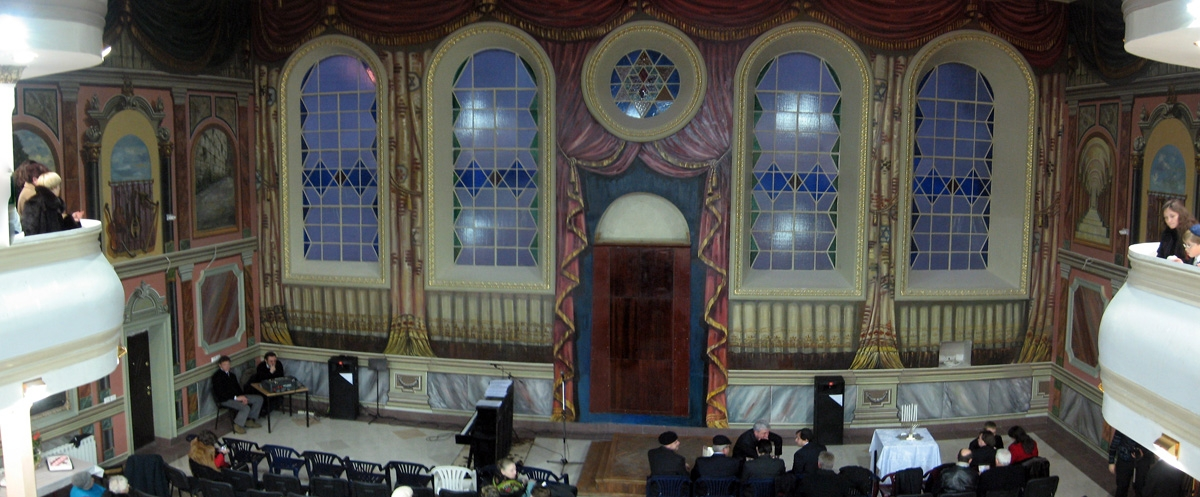
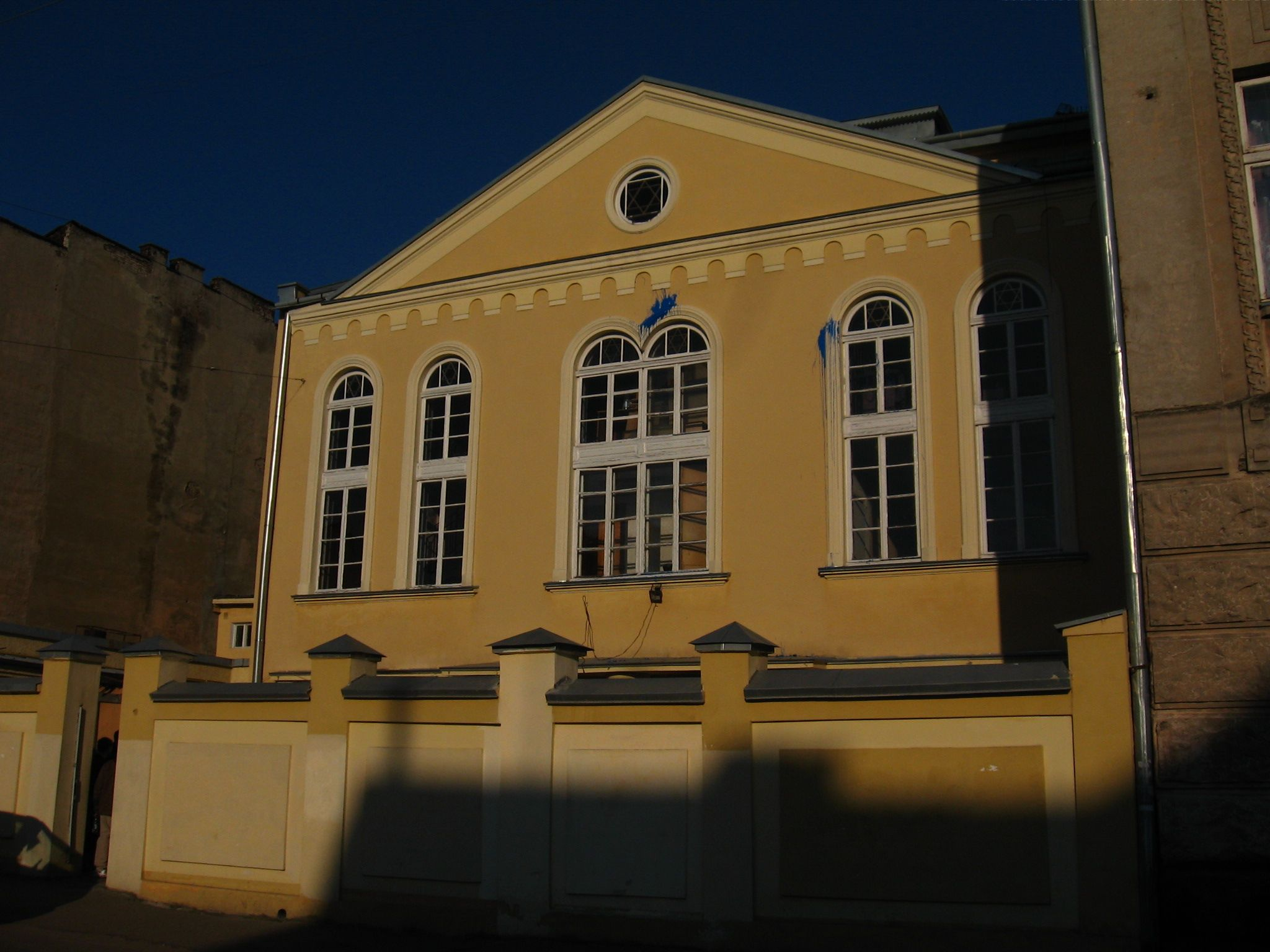
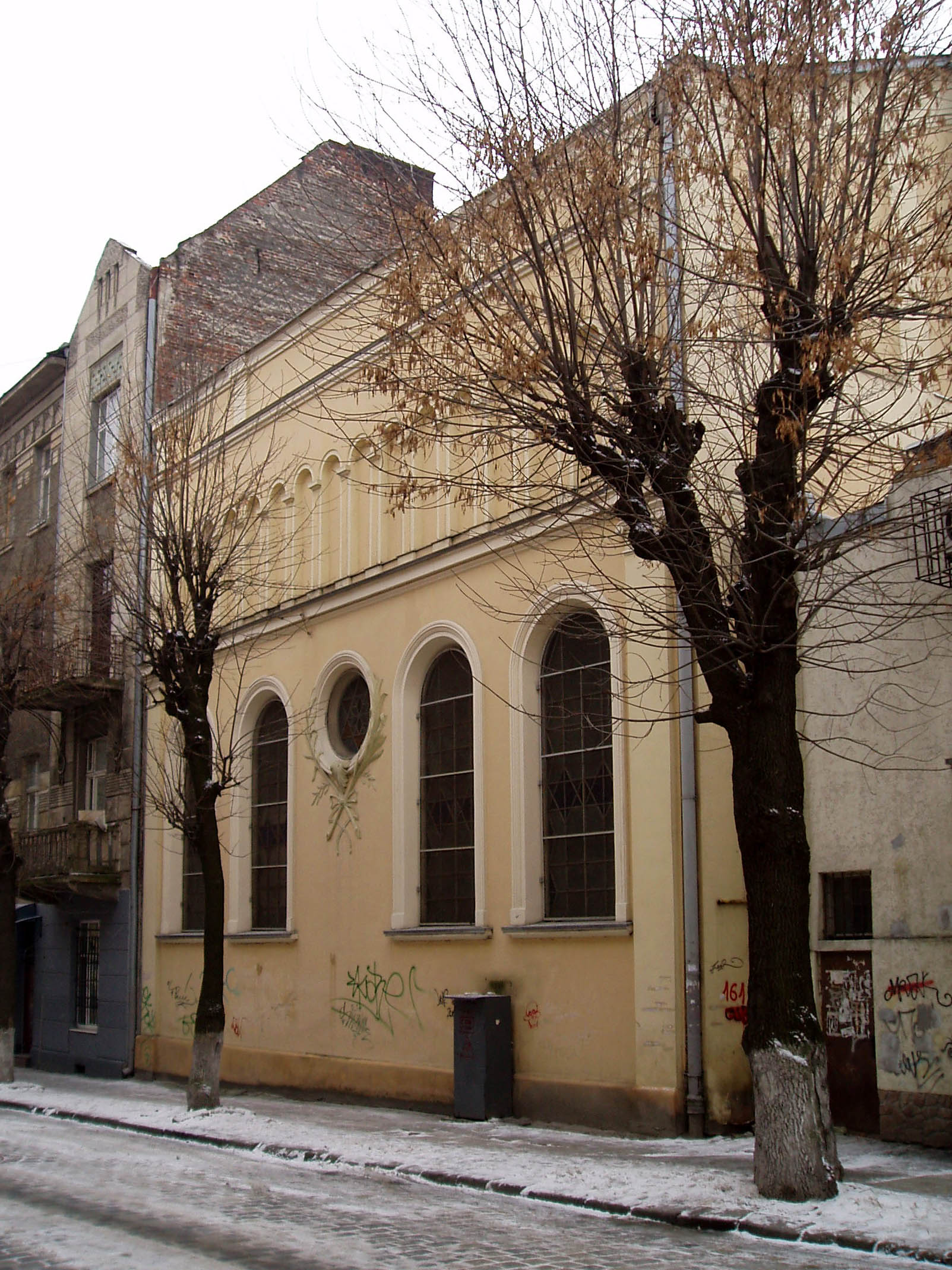
Східний фасад від вулиці Хотинської